# 刘家营乡 (卢龙县)
刘家营乡，是中华人民共和国河北省秦皇岛市卢龙县下辖的一个乡镇级行政单位。

## 行政区划
刘家营乡下辖以下地区：
城里村、桃林口村、水峪村、鹿尾山村、桑园村、薛园村、南关村、东风村、刘家口村、下庄村、三里店村、红星村、侯各庄村、薛庄村和峰山村。